# سال، دماغه سبز
سال، کیپ ورد (به لاتین: Sal, Cape Verde) یک جزیره در کیپ ورد است که در Barlavento Islands واقع شده‌است.

## خصوصیات
سال ۳۵٬۰۰۰ نفر جمعیت دارد و ۴۰۶ متر بالاتر از سطح دریا واقع شده‌است.

## خواهرخوانده
شهر کشکایش خواهرخواندهٔ سال، کیپ ورد هست.